# 本田雄
本田 雄（ほんだ たけし、1968年3月12日 - ）は、日本のアニメーター、キャラクターデザイナー、イラストレーター。石川県出身。スタジオカラーを経て、スタジオジブリ所属。ニックネームは「師匠」。

## 来歴
1987年に東京デザイナー学院（現・東京ネットウエイブ）中退後、北爪宏幸のアトリエ戯雅に入社。1987年のOVA『レリックアーマーLEGACIAM』で動画デビューを果たす。しかし、アトリエ戯雅が倒産したため、すぐにフリーとなる。
その後、ガイナックスに入社。1990年、ガイナックスにおける最年少記録である22歳の若さでテレビアニメ『ふしぎの海のナディア』の作画監督を務める。
1994年、『メタルファイター♥MIKU』で初めてキャラクターデザインを手掛ける。
1995年、一大ブームとなったテレビアニメ『新世紀エヴァンゲリオン』でOP作画や重要な回の作画監督や原画を担当。また同作の劇場版『Air』では、メカニック作画監督やEVA弐号機の再デザインとEVA量産機のデザインを担当。
『エヴァンゲリオン』以降はガイナックスを離れ、「リアル系」アニメーターとして今敏監督の『パーフェクトブルー』や沖浦啓之監督の『人狼 JIN-ROH』などの作品に参加。劇場作品を活動の中心に置くようになる。
2002年、今敏監督の『千年女優』で劇場作品では初となるキャラクターデザインと作画監督を務める。その後、同じく今監督の映画『東京ゴッドファーザーズ』とテレビアニメ『妄想代理人』にも原画で参加している。
2007年、磯光雄監督のテレビアニメ『電脳コイル』でキャラクターデザインと総作画監督などを務める。しかし、磯と衝突して制作途中で降板した。クレジット上では最終回まで総作画監督として表記された。
『ヱヴァンゲリヲン新劇場版』シリーズへの参加を機に、スタジオカラーに入社して旧『エヴァンゲリオン』スタッフと合流。『ヱヴァンゲリヲン新劇場版:序』（2007年）でメカニック作画監督、『ヱヴァンゲリヲン新劇場版:破』（2009年）で作画監督、『ヱヴァンゲリヲン新劇場版:Q』（2012年）では総作画監督を務めた。
2008年、スタジオジブリの『崖の上のポニョ』で宮崎駿監督作品に初めて参加し、宮崎から高い評価を受ける。続く2013年公開の『風立ちぬ』では、宮崎の強い要望により原画として参加し、二郎と菜穂子の駅での再会シーンを担当した。本田は本作の完成後、「もし次に機会があればガッツリ組んでやってみたい」とコメントを残している。
2017年、引き続きカラーで映画『シン・エヴァンゲリオン劇場版』の総作画監督を務めることが決まっていたが、引退宣言していた宮崎が現役復帰して再び映画を制作することになったため、スタジオジブリは作画の核となるアニメーターが必要となった。ジブリとカラーとの交渉の結果、本田はジブリへ貸与されることになった。
2023年現在、スタジオジブリ所属。作画監督を務める宮崎駿監督の映画『君たちはどう生きるか』が2023年7月14日に公開された。6年がかりとなった本作で特に苦労したカットに、夏子の産屋に眞人が向かうシーンと魚の解体シーンを挙げている。完成した映画を観た本田は「良い作品に巡り合えた」と述べている。

## 作風
圧倒的な画力で知られ、同業者からも尊敬される"アニメーターズ・アニメーター"。力強いアクションアニメーションと感情豊かな繊細なキャラクターの芝居の両方をマスターしている。止め絵で見せるよりも出来るだけ動かしたいタイプ。
アニメファンからは、人物の動きと衣服のしわや生地の流れ方といった布の動きへのこだわりを評価されている。
「リアル系」アニメーターとして多くの作品に参加する一方、キャッチーな美少女キャラクターも得意としている。
作品に参加する際の選ぶ基準は、依頼主が自身の好む人かということと作品の絵の傾向。

## 人物
『新世紀エヴァンゲリオン』シリーズや『千年女優』『電脳コイル』『君たちはどう生きるか』のキャラクターデザイン・作画監督などで知られる日本を代表するアニメーター。
ルパン三世、宇宙戦艦ヤマト、機動戦士ガンダムなどのアニメーションの社会的ブームの洗礼を受けた世代。もともと絵を描くのが好きだったので、アニメーターになりたいと思うようになった。
ニックネームの「師匠」は、アニメーターの岸田隆宏が名付け、広めたもの。その後、アニメ業界では、今敏、押井守、沖浦啓之、前田真宏など、本田より年長の同業者たちもこのニックネームで彼を呼ぶようになった。
スタジオジブリの『崖の上のポニョ』に参加した際、宮崎駿から全てのキャラクターの個性が動きで表現されていると評され、「カリオストロの頃のような古典的で実に良い原画」と絶賛された。また、同じくジブリの『君たちはどう生きるか』は宮崎が描いた絵コンテを作画監督として本田が具体化していくという形で作られているが、プロデューサーの鈴木敏夫は「本田の表現力があまりにも凄かったため、宮崎も絵コンテの内容をどんどん変えていった」と語っている。

## 参加作品

### テレビアニメ
1990年
- ふしぎの海のナディア（ - 1991年） - 作画監督（30、35話）、原画（1、3、8、12、16、20、22話）、エピローグ作画（39話）

1993年
- バトルファイターズ 餓狼伝説2 - 原画

1994年
- メタルファイター♥MIKU - キャラクターデザイン、ED作画、作画監督補佐（13話）、原画（13話）
- 美少女戦士セーラームーンS（ - 1995年） - 原画（14話）

1995年
- 新世紀エヴァンゲリオン（ - 1996年） - OP作画、作画監督（2、8、19、22話、ビデオフォーマット版25話）、原画（1、19、25、26話）、設定補（15話）

2000年
- はじめの一歩（ - 2002年） - OP2原画

2001年
- デ・ジ・キャラット お花見すぺしゃる - 原画（01話）

2002年
- ラーゼフォン - 原画（15話）

2004年
- ローゼンメイデン - OP原画
- 妄想代理人 - 原画（8、13話）
- 風人物語 - OP原画、原画（2話）
- BECK（ - 2005年） - OP原画、原画（7話）
- 巌窟王（ - 2005年） - OP原画

2005年
- これが私の御主人様 - EDサポート

2007年
- 電脳コイル - アニメーションキャラクターデザイン、総作画監督、OP作画監督、作画監督（1、2話）、原画（2、4、9、11話）

2009年
- 空中ブランコ - 原画（11話）

2013年
- キルラキル（ - 2014年） - 神衣変身作画（3話）

2014年
- スペース☆ダンディ - 原画（5話）

2018年
- INGRESS THE ANIMATION - キャラクター原案

2025年
- ハニーレモンソーダ - OP原画

### 映画
1991年
- 老人Z - 原画
- 月光のピアス ユメミと銀のバラ騎士団 - 原画

1992年
- サイレントメビウス2 - 原画
- 機動戦士ガンダム0083 ジオンの残光 - 原画

1994年
- 餓狼伝説 -THE MOTION PICTURE- - 原画

1995年
- MEMORIES 彼女の想いで - 原画（NC）

1997年
- 新世紀エヴァンゲリオン劇場版 シト新生 - エヴァシリーズデザイン、メカニック作画監督（REBIRTH編）、原画（REBIRTH編）
- 新世紀エヴァンゲリオン劇場版 Air/まごころを、君に - エヴァシリーズデザイン、メカニック作画監督（25話）、原画（25話）

1998年
- パーフェクトブルー - 原画
- スプリガン - 原画

2000年
- 人狼 JIN-ROH - 原画

2002年
- 千年女優 - キャラクターデザイン、作画監督

2003年
- 東京ゴッドファーザーズ - 原画

2004年
- イノセンス - 原画
- ポータブル空港 - 原画
- 劇場版 NARUTO -ナルト- 大活劇!雪姫忍法帖だってばよ!! - 原画

2005年
- 劇場版 テニスの王子様 二人のサムライ The First Game - 原画
- 空飛ぶ都市計画 - 原画
- ONE PIECE THE MOVIE オマツリ男爵と秘密の島 - 原画（ノンクレジット）

2006年
- ゲド戦記 - 原画

2007年
- ヱヴァンゲリヲン新劇場版:序 - メカニック作画監督、デザインワークス、原画

2008年
- 崖の上のポニョ - 原画
- スカイ・クロラ The Sky Crawlers - 原画

2009年
- ヱヴァンゲリヲン新劇場版:破 - 作画監督、デザインワークス、原画

2010年
- パン種とタマゴ姫 - 原画

2011年
- コクリコ坂から - 原画
- 鬼神伝 - 原画

2012年
- ももへの手紙 - 作画監督補佐、原画
- ヱヴァンゲリヲン新劇場版:Q - 総作画監督、デザインワークス、原画

2013年
- 風立ちぬ - 原画

2014年
- 思い出のマーニー - 原画

2015年
- バケモノの子 - 原画

2016年
- 同級生 - 原画

2018年
- 毛虫のボロ - 作画監督
- さよならの朝に約束の花をかざろう - 原画
- 若おかみは小学生! - 原画

2021年
- シン・エヴァンゲリオン劇場版 - キャラクターデザイン原案

2023年
- 君たちはどう生きるか - 作画監督

### OVA
1987年
- レリックアーマーLEGACIAM - 動画

1988年
- アップルシード - 動画
- 学園便利屋 - 原画
- トップをねらえ!（ - 1989年） - 原画（3、4、5、6話）、動画（1、2話）

1989年
- 機動戦士ガンダム0080 ポケットの中の戦争 - 原画（4話）
- ARIEL Episode Ⅳ SCEBAI 最大の危機 - 原画
- 御先祖様万々歳!（ - 1990年） - 原画（5話)
- 海の闇、月の影 - 原画（2話、3話）
- バオー来訪者 - 原画

1990年
- THE八犬伝（ - 1991年） - 原画（5話）

1991年
- DELUXE ARIEL 接触篇  - 原画
- バブルガムクライシス PART8 - 原画
- 機動戦士ガンダム0083 STARDUST MEMORY（ - 1992年） - 原画（4話）
- 帝都物語 - 原画（1話、4話）
- おたくのビデオ - 作画監督
- 続・おたくのビデオ - OP原画

1992年
- 紅いハヤテ - 原画（1話）
- DETONATORオーガン3 決戦編 - 原画（3話）
- ジャイアントロボ THE ANIMATION -地球が静止する日（ - 1998年） - 原画（1話）
- 天地無用! 魎皇鬼 第1期（ - 1993年） - 原画（3話）

1993年
- ああっ女神さまっ（ - 1994年） - 総作画監督（2話）、作画監督補（1、4、5話）
- グリーンレジェンド 乱3「聖緑」（ - 1993年） - 作画監督補（3話）、原画
- 特捜戦車隊ドミニオン（ - 1994年） - 原画（2話）

1994年
- マクロスプラス（ - 1995年） - 原画（1話）
- おいら宇宙の探鉱夫 - OP原画、原画（1話）

1995年
- 精霊使い - 原画
- GOLDEN BOY さすらいのお勉強野郎（ - 1996年） - 作画監督（2話）

1996年
- それゆけ!宇宙戦艦ヤマモト・ヨーコ - 原画（1話）

1997年
- でたとこプリンセス（ - 1998年） - 原画（2話）

1998年
- 青の6号（ - 2000年） - アニメーションキャラクターデザイン（3、4話）、作画監督（3、4話）、原画（1、4話）

2013年
- Vassalord. - 原画

### WEBアニメ
2003年
- アニマトリックス BEYOND - キャラクターデザイン、作画監督
- アニマトリックス The Second Renaissance - 原画

2014年
- 日本アニメ（ーター）見本市 「西荻窪徒歩20分2LDK敷礼2ヶ月ペット不可」 - 原案・キャラクターデザイン・監督・原画

2015年
- 日本アニメ（ーター）見本市 「そこからの明日。」 - 原画
- 日本アニメ（ーター）見本市 「おばけちゃん」 - 原画
- 日本アニメ（ーター）見本市 「旅のロボから」 - 作画監督・原画

### ゲーム
1992年
- LUNAR ザ・シルバースター - 作画監督
- ふしぎの海のナディア - 原画

1993年
- 慶応遊撃隊 - キャラクターデザイン、原画
- アイドル雀士スーチーパイ Special - 原画

1999年
- エヴァと愉快な仲間たち 脱衣補完計画! - イベント原画

2003年
- OVER THE MONOCHROME RAINBOW featuring SHOGO HAMADA - 原画

2005年
- テイルズ オブ レジェンディア - 原画

### ミュージック・ビデオ
1992年
- COMPILER『コンパイラ Music clips in Trackdown』（「夜に目覚めて」） - 原画

2005年
- 中田ヤスタカ「space station No.9」 - 原画

2006年
- ミレーヌ・ファルメール「Peut-etre toi」 - 原画

2008年
- 244 ENDLI-x（堂本剛）「Kurikaesu 春」 - 原画

2009年
- 新垣結衣「piece」 - 原画

2010年
- GLAY「Je t'aime」 - 原画

2013年
- 鷺巣詩郎「Peaceful Times(F02)petit film」 - 作画

### パイロットフィルム
2013年
- 『The 2 Queens 二人の女王』 - 原画

### CM
1990年
- アニメショップ「パロディ」『BATTLE MODE PV』 - 原画

### その他
1988年
- ドラゴンクエスト ファンタジア・ビデオ - アニメーション原画

1992年
- ナディアおまけ劇場（その8） - 原画

2012年
- コンテンツビジネス最前線ジャパコンTV - OP原画

2016年
- 株式会社カラー創業10年記念作品「よいこのれきしアニメ おおきなカブ（株）」 - 作画

## 偽講師被害
2009年、「本田健（ほんだたけし）」なる人物が、本田雄の名を騙って大学の非常勤講師として勤務していたことが発覚した。大学や専門学校等で講師を務めたことがない本田にアニメーションの講義を受けたとする情報が流布していたため、所属先の株式会社カラーが調査を行ったところ、当該人物が本田雄の名前と経歴を自らのものと偽り、女子美術大学、尚美学園大学、東京工芸大学で10年近く働いていたことが判明した。その後、当該人物と女子美術大学が本田雄に謝罪を行っている。